# Foum Zguid
Foum Zguid (en àrab فم زݣيد, Fum Zgīd; en amazic ⵉⵎⵉ ⵥⴰⴳⴳⵉⴷ) és una comuna rural de la província de Tata de la regió de Souss-Massa, al Marroc. Segons el cens de 2014 tenia una població total de 8.986 persones. Al seu territori s'hi troba el Parc Nacional d'Iriqui.